# Cyathidium
Genre
Cyathidium est un genre de Crinoïdes (Echinodermes), de la famille des Holopodidae.

## Description et caractéristiques
Ce sont de gros crinoïdes sessiles mais non pédonculés (attachés directement au substrat), à la forme massive et conique, rappelant plus ou moins une main. Les bras ne sont pas visibles quand ils sont repliés. Les plaques qui composent le squelette sont épaisses et souvent soudées, avec des articulations rares et musculeuses.

## Liste des espèces
Selon World Register of Marine Species (24 mars 2015) :
- Cyathidium foresti Cherbonnier & Guille, 1972
- Cyathidium pourtalesi Améziane, Bourseau, Heinzeller & Roux, 1999